# Sonia Petrovna
Sonia Petrovna (Parijs, 13 januari 1952) is een Frans actrice en balletdanseres.
Petrovna volgde danslessen vanaf haar zesde. Ze speelde mee in het balletensemble van de Parijs opera. Later kwam ze in de filmwereld terecht. Ze werkte samen met bekende regisseurs als Luchino Visconti en Valerio Zurlini.

## Filmografie (selectie)
- 1972: Le Feu sacré
- 1972: La prima notte di quiete
- 1972: Ludwig
- 1974: Di mamma non ce n'è una sola
- 1974: Amore
- 1974: Un hombre como los demás
- 1985: D'Annunzio
- 1987: Les Nouveaux Tricheurs
- 1988: La posta in gioco
- 1989: Da domani
- 1989: Obbligo di giocare - Zugzwang